# Lonchorhina aurita
Lonchorhina aurita је врста сисара из реда слепих мишева и породице Phyllostomidae.

## Распрострањење
Врста има станиште у Белизеу, Боливији, Бразилу, Венецуели, Гвајани, Гватемали, Еквадору, Колумбији, Костарици, Мексику, Никарагви, Панами, Перуу, Салвадору, Суринаму, Тринидаду и Тобагу, Француској Гвајани и Хондурасу.

## Станиште
Врста Lonchorhina aurita има станиште на копну.

## Угроженост
Ова врста није угрожена, и наведена је као последња брига јер има широко распрострањење.

### Популациони тренд
Популација ове врсте је стабилна, судећи по доступним подацима.